# 馮錫瓖
馮錫瓖（?—?），廣西省梧州府岑溪縣人，清朝政治人物、進士出身。
光緒二十年（1894年），参加光緒甲午科殿試，登進士二甲98名。同年五月，授内阁中书。